# Guillermo León Valencia
Guillermo León Valencia Muñoz (1909-1971), advocat, periodista i polític, que va exercir com a President de Colòmbia entre els anys 1962 i 1966.